# Resultados do Carnaval de São Paulo em 2006
Esta página contém os resultados do Carnaval de São Paulo em 2006.

## Escolas de samba

### Grupo Especial
Os desfiles do grupo especial ocorreram nos dias 24 e 25 de fevereiro no sambódromo do Anhembi.As quatro últimas colocadas foram rebaixadas para o Grupo de Acesso I.
Ordem de Desfile
| Sexta-feira (24/02/2006) | Sábado (25/02/2006) |
| 1. Gaviões da Fiel 2. Rosas de Ouro 3. Nenê de Vila Matilde 4. Acadêmicos do Tatuapé 5. Império de Casa Verde 6. Camisa Verde e Branco 7. Vai-Vai 8. Mocidade Alegre | 1. Unidos do Peruche 2. Tom Maior 3. Acadêmicos do Tucuruvi 4. Águia de Ouro 5. Unidos de Vila Maria 6. Leandro de Itaquera 7. Mancha Verde 8. X-9 Paulistana |

Mapa de notas
Abaixo o mapa de notas da apuração do Grupo Especial:

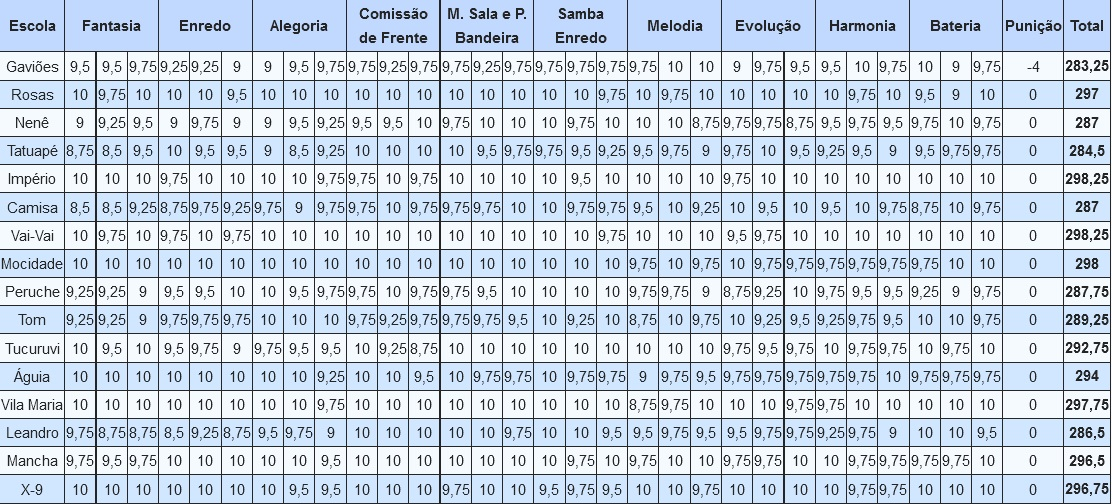
Mapa de apuração

Classificação
| Legenda: Campeã Rebaixada |

| Col. | Escola                 | Enredo | Pontos |
| ---- | ---------------------- | --- | ------ |
| 1    | Império de Casa Verde  | Do Boi Místico ao Boi Real - De Garcia D´Ávila na Bahia ao Nelore - O Boi que come capim - A Saga pecuária no Brasil para o Mundo                     | 298,25 |
| 2    | Vai-Vai                | São Vicente. Aqui Começou o Brasil. | 298,25 |
| 3    | Mocidade Alegre        | Das Lágrimas de Iaty Surge o Rio, do Imaginário Indígena a Saga de Opara. Para os Olhos do Mundo um Símbolo de Integração Nacional: Rio São Francisco | 298,00 |
| 4    | Unidos de Vila Maria   | Em Minhas Costas o Brasil Carreguei, nas Minhas Rodas o País Levantei....com o Futuro Eu Sonhei                                                       | 297,75 |
| 5    | Rosas de Ouro          | A Diáspora Africana. Um Crime Contra Raça Humana | 297,00 |
| 6    | X-9 Paulistana         | X da Questão | 296,75 |
| 7    | Mancha Verde           | Bem Aventurados Sejam Os Perseguidos, Por Causa Da Justiça Dos Homens... Porque Deles É O Reino Dos Céus                                              | 296,50 |
| 8    | Águia de Ouro          | Não Tem Desculpa | 294,00 |
| 9    | Acadêmicos do Tucuruvi | A Fé do Homem do Campo em Cultivar, Ensinar e Aprender                                                                                                | 292,75 |
| 10   | Tom Maior              | Em grandes sertões veredas, o elo perdido se achou... Piauí a terra do sol me encantou, com Frank Aguiar o rei do forró eu vou                        | 289,25 |
| 11   | Unidos do Peruche      | Santos Dumont - Brasil e França Navegando Pelos Ares                                                                                                  | 287,75 |
| 12   | Nenê de Vila Matilde   | Mamma Bahia - Ópera Negra Lídia de Oxum | 287,00 |
| 13   | Camisa Verde e Branco  | Das Vinhas aos Vinhos - Do Profano ao Sagrado, uma Viagem ao Mundo do Prazer com o Néctar dos Deuses                                                  | 287,00 |
| 14   | Leandro de Itaquera    | A Nova Passarágua do samba orgulhosamente apresenta Festas e tradições paulistas sobre as águas de um Novo Tietê                                      | 286,50 |
| 15   | Acadêmicos do Tatuapé  | Cooperativismo, União para o Bem Comum. Uma Grande Nação se Faz com Cooperação                                                                        | 284,50 |
| 16   | Gaviões da Fiel        | Asas da Fascinação | 283,25 |

### Grupo de Acesso
Os desfiles do grupo de acesso ocorreram nos dias 26 de fevereiro no sambódromo do Anhembi.
Classificação
| Legenda: Promovida Rebaixada |

| Col. | Escola                         | Enredo | Pontos |
| ---- | ------------------------------ | --- | ------ |
| 1    | Imperador do Ipiranga          | O Sertão Não Virou Mar, Virou Pomar | 298,00 |
| 2    | Pérola Negra                   | Deus salve as rainhas! | 296,75 |
| 3    | Barroca Zona Sul               | No Balançar dos Balangandãs | 296,00 |
| 4    | Unidos de São Lucas            | O Mundo Encantado dos Espelhos | 286,25 |
| 5    | Dragões da Real                | O Homem Há de Voar - Um Sonho Que Virou Realidade                                                                                      | 285,00 |
| 6    | Morro da Casa Verde            | Algodão do Tesouro Branco, A Riqueza Colorida                                                                                          | 282,75 |
| 7    | Prova de Fogo                  | Da Essência à Fragrância: História e Evolução do Perfume                                                                               | 279,50 |
| 8    | União Independente da Zona Sul | Doce Veneno | 271,00 |
| 9    | Camisa 12                      | Luz, Câmera, Ação – Camisa 12 Orgulhosamente apresenta: do Circo as Telas e em Taubaté a consagração. Mazzaropi E a Hollywood caipira. | 219,00 |

### Grupo 1
Os desfiles do grupo 1 ocorreram nos dias 27 de fevereiro.
Classificação
| Legenda: Promovida Rebaixada |

| Col. | Escola                   | Enredo                                                           | Pontos |
| ---- | ------------------------ | ---------------------------------------------------------------- | ------ |
| 1    | Flor de Liz              | A Rainha da Bahia - Ivete Sangalo                                | 294,75 |
| 2    | Imperial                 | Eu Canto e Conto de Canto a Canto Meu Brasil Festivo             | 291,00 |
| 3    | Colorado do Brás         | Tempo e o Vento, Suas Causas e Efeitos                           | 291,00 |
| 4    | Passo de Ouro            | Os Mesmos Olhos Que Enxergam a Violência, São os Que Pedem a Paz | 290,00 |
| 5    | Império Lapeano          | Há Várias Maneiras de Declarar; Mas Amar é Sempre Amar           | 289,00 |
| 6    | Unidos do Vale Encantado | Vale Encantado na Rota do Ouro                                   | 289,00 |
| 7    | Primeira da Aclimação    | Nada se Cria, Tudo se Transforma                                 | 288,00 |
| 8    | Combinados de Sapopemba  | A Fantástica Viagem ao Mundo do Brinquedo                        | 286,50 |
| 9    | Dom Bosco                | Educação é Coisa do Coração, é Semear o Amor Para Colher a Paz   | 285,00 |
| 10   | Príncipe Negro           | Circuito da Folia, Carnaval no Nordeste                          | 276,00 |

### Grupo 2
Os desfiles do grupo 2 ocorreram nos dias 26 e 27 de fevereiro.
Classificação
| Legenda: Promovida Rebaixada |

| Col. | Escola                   | Enredo                                                                         | Pontos |
| ---- | ------------------------ | ------------------------------------------------------------------------------ | ------ |
| 1    | Brinco da Marquesa       | Orixás, os Deuses que Vieram da África                                         | 198,75 |
| 2    | Explosão da Zona Norte   | Eu Sou o Negro, a Força de Uma Nação                                           | 198,25 |
| 3    | Torcida Jovem            | Em Festa de Momo, Torcida Jovem Tem Sua Vez                                    | 197,50 |
| 4    | Flor da Vila Dalila      | Olhos da Claridade Iluminai a Escuridão                                        | 196,75 |
| 5    | Uirapuru da Mooca        | O Uirapuru da Mooca Bate as Asas Sobre a Terra da Encantaria                   | 195,75 |
| 6    | Primeira da Cidade Líder | Os Segredos da Lua                                                             | 192,25 |
| 7    | Valença de Perus         | Vossa Majestade, o Carnaval                                                    | 192,00 |
| 8    | Portela da Zona Sul      | Astrologia, Simbologia da Vida                                                 | 191,25 |
| 9    | Unidos de Guaianases     | Abracadabra, Abrem-se as Portas da Imaginação                                  | 186,25 |
| 10   | Lavapés                  | Omi - Água Berço da Civilização Yorubá                                         | 179,25 |
| 11   | Estação Invernada        | Os Sete Pecados Capitais na Tentação do Carnaval Cuidado Para não Pecar Demais | 169,00 |
| 12   | Imperatriz da Paulicéia  | Eternas Brincadeiras Infantis                                                  | 144,75 |

### Grupo 3
Os desfiles do grupo 3 ocorreram nos dias 26 e 27 de fevereiro.
Classificação
| Legenda: Promovida Rebaixada |

| Col. | Escola                     | Enredo                                                                          | Pontos |
| ---- | -------------------------- | ------------------------------------------------------------------------------- | ------ |
| 1    | Unidos de São Miguel       | Brincadeira de Criança                                                          | 198,50 |
| 2    | Tradição Albertinense      | No Sonho Mágico das Crianças o Mestre Mandou Brincar, o Mestre Mandou Mudar     | 196,00 |
| 3    | Malungos                   | A Natureza Implora                                                              | 195,50 |
| 4    | Iracema Meu Grande Amor    | Na Batida do Tambor                                                             | 194,75 |
| 5    | Acadêmicos do Ipiranga     | Baianidade, Uma Grande Romaria                                                  | 194,50 |
| 6    | Flor do Morro              | Quilombo dos Palmares... Zumbi Coragem e Cultura do Negro no Brasil             | 194,50 |
| 7    | Mocidade Robruense         | Se Tens um Coração, Então Possuis Grande Palco da Verdade e da Paixão           | 192,50 |
| 8    | Só Vou Se Você For         | As Quatro Damas de Ébano                                                        | 192,25 |
| 9    | União da Vila Albertina    | Sonhando com as Estrelas                                                        | 192,00 |
| 10   | Tradição da Zona Leste     | Parabéns, Seis Décadas de SESC                                                  | 191,25 |
| 11   | Os Bambas                  | Do Passado ao Presente, Minha Origem, Minha História e os Meus Tempos de Glória | 190,50 |
| 12   | Sai da Frente              | O Mundo Maravilhoso do Circo                                                    | 190,50 |
| 13   | Dragões de São Miguel      | A Feira Nossa de Cada Dia                                                       | 189,50 |
| 14   | Acadêmicos do Jaraguá      | O Povo de Zumbi dos Palmares                                                    | 188,00 |
| 15   | Cachoeira Império do Samba | O Samba Dominando o Mundo                                                       | 183,50 |
| 16   | Ermelinense                | Um Mundo de Cores                                                               | 182,00 |
| 17   | Boêmios da Vila            | Carnaval com 3 'S': Samba Swing e Suor                                          | 158,75 |
| 18   | Folha Azul dos Marujos     | No Reino da Folha Azul. Era Uma Vez e Assim Será                                | 152,25 |
| 19   | Flor da Zona Sul           | Atravessei o Tempo, Povos e Cultura Conquistei! Advinha Quem Sou?               | 140,50 |
| 20   | Império do Cambuci         |                                                                                 | 21     |

### Grupo de Espera
Os desfiles do grupo de espera ocorreram nos dias 26 e 27 de fevereiro.
Classificação
| Legenda: Promovida Desclassificada |

| Col. | Escola                              | Enredo                                                                                             | Pontos |
| ---- | ----------------------------------- | -------------------------------------------------------------------------------------------------- | ------ |
| 1    | Estrela Cadente                     | Cidade Tiradentes, Quem te Viu e Quem te Vê. De Bairro Dormitório a Pólo Progressivo na Zona Leste | 99,75  |
| 2    | Estrela do Terceiro Milênio         | Ainda Há Tempo... E Se Chover Vai Melhorar                                                         | 99,00  |
| 3    | Mocidade Unida da Mooca             | Respeitável Publico... Tem Palhaço e Tem Pipoca no Grande Circo da Mooca                           | 97,25  |
| 4    | Dragões de Vila Alpina              | Ah, Como é Bom ser Criança                                                                         | 91,25  |
| 5    | Falcão do Morro Itaquerense         | Previsões 2006                                                                                     | 10,00  |
| 6    | União Independente da Vila Prudente | O Sol, a Lua, a Avenida e o Pavilhão                                                               | 7,50   |
| --   | Em Cima da Hora                     | Embu-Guaçú...Cobra Grande 100% Manancial...Paraíso a Caminho do Mar...                             | --     |
| --   | Estação Primeira do Itaim           | | --     |